# Boscos temperats de frondoses mixtos

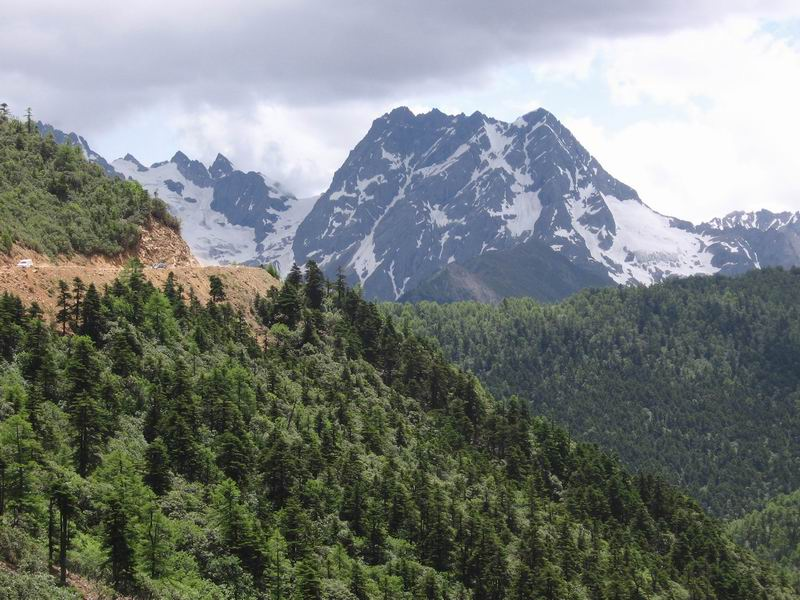
Bosc temperat de frondoses a Yunnan, sud-oest de la Xina.

Boscos temperats de frondoses mixtos o simplement boscos caducifolis temperats és un bioma de zones temperades i humides. L'estructura típica d'aquest bosc inclou quatre capes. La capa superior és la capçada amb arbres madurs alts de 33 a 66 metres d'alçada. Sota aquesta capa n'hi ha tres que són tolerants a l'ombra de 9 a 15 metres més bixes que la coa de la capçada. La part superior d'aquesta capa la componen arbres madurs més baixos que esperen que la capa de la capçada s'obri per poder créixer més. Sota la capa segona hi ha la capa formada per arbusts de creixement lent. Típicament la capa més pròxima al sòl està ocupada per herbàcies i és on hi ha més biodiversitat d'espècies.

## Arbres
Els arbres de fulla ampla dominants en aquest bioma inclouen els roures (Quercus spp.), faigss (Fagus spp.), aurons (Acer spp.), i bedolls (Betula spp.). El terme "boscos mixtos" prové de la inclusió d'abres coníferes en aquests boscos. Típicament les coníferes inclou: Pins (Pinus spp.), avets (Abies spp.), i pícees (Picea spp.). En algunes zones d'aquest bioma les coníferes dominen en les boscos per sobre dels caducifolis.

## Clima
Els boscos temperats de frondoses mixtos ocorren en zones amb estació càlida i fresca diferenciada, que donen temperatures anuals moderades (de 3 a 15.6 °C). Aquest boscos es presenten en climes relativament calents i plujosos, de vegades amb una estació seca que a l'est d'Àsia es presenta a l'hivern i a la part humida de la conca del Mediterrani a l'estiu.Altres zones tenen una distribució de la pluja més uniforme; la pluja anual és tipícament de 600 litres i sovint de 1500 litres. Les temperatures són típicament moderades excepte ne parts d'Àsia com Ussurilàndia on els hivers poden ser frígids.

## Ecoregions de boscos temperats de frondoses mixtos

### Oceania
- Australàsia

### Euràsia
- Indomalaia
- Paleàrtica

### Amèrica
- Neàrtica
- Neotropical